# Carl Upchurch
Carl Douglass Upchurch (Filadélfia, Pensilvânia, 1950 — Bexley, Ohio, 2 de Maio de 2003) foi um aclamado autor e educador estadunidense. Ele ficou conhecido por ter lutado por espalhar a mensagem de não-violência que carregava consigo, e promover a paz entre algumas das mais violentas gangues de todo o país.
Uma viagem do homem do prisioneiro autor Carl Upchurch (1950) ao peacemaker "quando falou em Portland em fevereiro 2003". Upchurch, um autor nacionalmente aclamado e educador de 53 anos, ousou mudar as regras.

## Esboço-Biografia
Dez anos do encarceramento definiram a fé de Upchurch, a sua família, e finalmente o seu trabalho de vida. Desde 1982, Upchurch tendeu às necessidades dos milhares através de seu trabalho com prisioneiros, seu discurso público, sua escrita e sua liderança. Usar a língua colorida e detalhá-la em termos emocionais de como se importando com Seres-Humanos, seus discursos são de uma revelação surpreendente do poder da recém-descoberta.

## Trabalhos
- Convicted in the Womb, Bantam Books, 1996. ISBN 978-0553375206